# Luperus ragusai
Luperus ragusai es una especie de insecto coleóptero de la familia Chrysomelidae.
Fue descrita científicamente en 1919 por Laboissière.